# オズの国の歩き方
『オズの国の歩き方』（おずのくにのあるきかた）とは、サンソフト内のGセクション部が制作したスマートフォン向けテキストアドベンチャーゲームである。2014年2月14日よりApp Store・Google Playにて配信をスタートした。

## 概要
ナイトメア・プロジェクト第5作目。オズの魔法使いを元にしており、ナイトメア・プロジェクト初の「非ホラー作品」と銘打たれている。毎日4枚ずつ配信される「金色の羽」を使って、節ごとに文章を読んでいくシステムで、本編だけなら課金することなく全編を読むことが可能である。ストーリーとしてのエンドは1種類のみだが、選択肢によって若干展開の変化する箇所が存在する。

## ストーリー
とある屋敷で目覚めた金色の髪の少女。自分の愛犬・トトのことしか思い出せない状況で、周りからは「救世主・ドロシー」として周りからあがめられる。とりあえず、この世界の支配者であるオズがいるというエメラルドの都を目指すことになるが、その道中に様々な出会いや事件が起こる。

## 登場人物
ドロシー
この物語の主人公。金髪という特徴が伝承に伝わる救世主「ドロシー」と一致しているため皆からそう呼ばれている。しかし、自分の名前やどうやってこの世界へ来たのかも思い出せずにいる。
トト
ドロシーの愛犬。小型犬ではあるが内に秘めた考えはしっかりしており、ドロシーの旅をサポートする。
クロウ
畑で出会った案山子。片手に包丁を持っている。能天気な喋り方が特徴。脳みそが欲しいという理由でドロシーの旅に同行する。空を飛ぶ鳥を自分の意思で落とす能力を持つ。
ジャック
山小屋に一人でいたロボット。かつて木こりをしていた老人に仕えていたが、彼が死んでしまったためずっとフリーズしていたところでドロシーたちと出会う。ドロシーを仮のマスターとして認証し、人間の心を求めエメラルドの都を目指すことを決意する。木こりとしての仕事用に、高性能のレーザー切断機能を有している。
レオン
白い毛並みをしたライオンの子供。百獣の王になることが自分の義務であると考えており、常に尊大な態度を見せる。この世界を統治するオズを倒すため、勇気が欲しいという理由をでっちあげてドロシーの旅に同行する。